# Sendets, Gironde
Sendets är en kommun i departementet Gironde i regionen Nouvelle-Aquitaine i sydvästra Frankrike. Kommunen ligger i kantonen Grignols som tillhör arrondissementet Langon. År 2022 hade Sendets 347 invånare.

## Befolkningsutveckling
Antalet invånare i kommunen Sendets
Referens:INSEE